# Фельдман, Марк
Сэр Марк Фельдман (Фелдманн, Marc Feldmann, род. 2 декабря 1944, Львов) — британский австралийский учёный-медик, иммунолог, специалист по аутоиммунным заболеваниям, в особенности по ревматоидному артриту.
Член АН Австралии (2005) и Лондонского королевского общества (2006), а также АМН Великобритании (FMedSci), иностранный член НАН США (2010).
Эмерит-профессор Оксфордского университета, а также председатель научно-консультативного совета Столетнего института Австралии (Centenary Institute).
Рыцарь с 2010 года.

## Биография
Родился в еврейской семье, согласно ряду источников — во Львове.
По собственным словам М. Фельдмана, он родился на российско-польской границе, откуда его отец, бухгалтер, сумел вывезти семью к концу войны во Францию.
Когда Марку было восемь лет, они эмигрировали в Австралию.
В 1957—1961 годах учился в Elwood High (ныне Elwood College) и в свой последний год там являлся лидером (Dux) школы.
Окончил Мельбурнский университет (MBBS, 1967). Работал в больнице.
В 1972 году в Институте медицинских исследований Уолтера и Элизы Холл (Walter and Eliza Hall Institute of Medical Research) получил степень доктора философии по иммунологии (научный руководитель Густав Носсал).
Затем в Англии постдок под началом Эва Митчисона на кафедре золоогии Университетского колледжа Лондона с 1972 года.
С 1985 года профессор клеточной иммунологии Лондонского университета.
В 2002—2014 годах директор Института ревматологии Кеннеди (первоначально Имперского колледжа Лондона (в свою очередь входившего в Лондонский университет и приобретшего самостоятельность в 2007), а с 2011 года — Оксфордского университета), где работал с 1992 года.
Автор более 600 работ.
Почётный член Скандинавского общества иммунологии (Scandinavian Society of Immunology) (1973).

## Награды и отличия
- 2000 — Премия Крафорда Шведской королевской АН[8]
- 2003 — Премия Альберта Ласкера за исследования в области клинической медицины
- 2004 — Cameron Prize of the University of Edinburgh[англ.]
- 2007 — Curtin Medal школы медицинских исследований Австралийского национального университета[9]
- 2007 — European Inventor of the year[англ.]
- 2008 — Премия Пола Янссена за биомедицинское исследование[англ.]
- 2010 — Ernst Schering Prize[англ.] одноименного фонда
- 2014 — Международная премия Гайрднера
- 2020 — Премия Тан
- 2024 — Королевская медаль

Почётный доктор медицины Мельбурнского университета.
Компаньон ордена Австралии (2014).